# Сконе (тауншип, Миннесота)
Сконе (англ. Skane) — тауншип в округе Китсон, Миннесота, США. На 2000 год его население составило 65 человек.

## География
По данным Бюро переписи населения США площадь тауншипа составляет 91,9 км², из которых 91,9 км² занимает суша, водоёмов нет.

## Демография
По данным переписи населения 2000 года здесь находились 65 человек, 22 домохозяйства и 17 семей. Плотность населения —  0,7 чел./км². На территории тауншипа расположено 27 построек со средней плотностью 0,3 построек на один квадратный километр. Расовый состав населения: 98,46 % белых и 1,54 % афроамериканцев.
Из 22 домохозяйств в 54,5 % воспитывались дети до 18 лет, в 72,7 % проживали супружеские пары и в 22,7 % домохозяйств проживали несемейные люди. 22,7 % домохозяйств состояли из одного человека, при том ни в одном из них не проживали одинокие пожилые люди старше 65 лет. Средний размер домохозяйства — 2,95, а семьи — 3,53 человека.
33,8 % населения — младше 18 лет, 10,8 % — в возрасте от 18 до 24 лет, 26,2 % — от 25 до 44, 26,2 % — от 45 до 64, и 3,1 % — старше 65 лет. Средний возраст — 33 года. На каждые 100 женщин приходилось 109,7 мужчин. На каждые 100 женщин старше 18 приходилось 138,9 мужчин.
Средний годовой доход домохозяйства составлял 40 833 доллара, а средний годовой доход семьи —  58 125 долларов. Средний доход мужчин —  25 625  долларов, в то время как у женщин — 21 250. Доход на душу населения составил 22 098 долларов. За чертой бедности не находилась ни одна семья и 4,3 % всего населения тауншипа.